# Ґеорґ Артур Єнсен
Ґеорґ Артур Єнсен (дан. Georg Arthur Jensen; 31 серпня 1866, Радвад, Данія — 2 жовтня 1935, там же) — данський художник, скульптор і ювелір, срібних справ майстер. Засновник ювелірної фірми Georg Jensen Sølvsmedie, вироби якої мали значний вплив на розвиток ювелірного дизайну у скандинавських країнах.

## Життя та творчість
Починає вивчати ювелірну справу у віці 14 років. В 1895—1901 навчається у Данській королівській академії мистецтв як скульптор. Згодом працює в майстерні придворного ювеліра Міхельсена, а також в ательє Могенс Балліна, де виконував замовлення на вироби з олова і срібла. У 1904 він відкриває в Копенгагені власну майстерню і випускає срібну ювелірну продукцію в стилі модерн. Роботи Єнсена користуються великим успіхом, і незабаром його майстерня перетворюється в фірму Georg Jensen. У 1914 фірма відкриває філію в Берліні, в 1921 — в Лондоні і в 1924 — в Нью-Йорку, на П'ятій авеню, має свої магазини також у Стокгольмі і в Парижі. Роботи Єнсена виставляються в 1900 на Всесвітній виставці в Парижі.
Після смерті Єнсена в 1935 фірму очолив його син Йорґен Єнсен (1885—1966). Він зберігає той же художній стиль, який був закладений у виробництво його батьком, і залучає як співавторів багатьох відомих дизайнерів, серед яких — Сігвард Бернадот, Арне Якобсен, Фінн Юль, Хеннінг Коппель, Ерік Магнуссен. У 1950-ті — 1970-ті фірма Georg Jensen виробляє також високоякісні скульптурні прикраси і наручні годинники з дорогоцінних металів, розроблені дизайнерами Нанною Дитцель і Вів'єн Бюлов-Хюбе.
У 1973 товарний знак Georg Jensen був придбаний фірмою Royal Copenhagen і в 1997 Georg Jensen Sølvsmedie стає частиною корпорації Royal Scandinavian Group, поряд з данськими та шведськими фірмами Royal Copenhagen, Bing & Grøndal, Holmegaard, Orrefors, Kosta Boda und Höganäs Keramik.

## Галерея

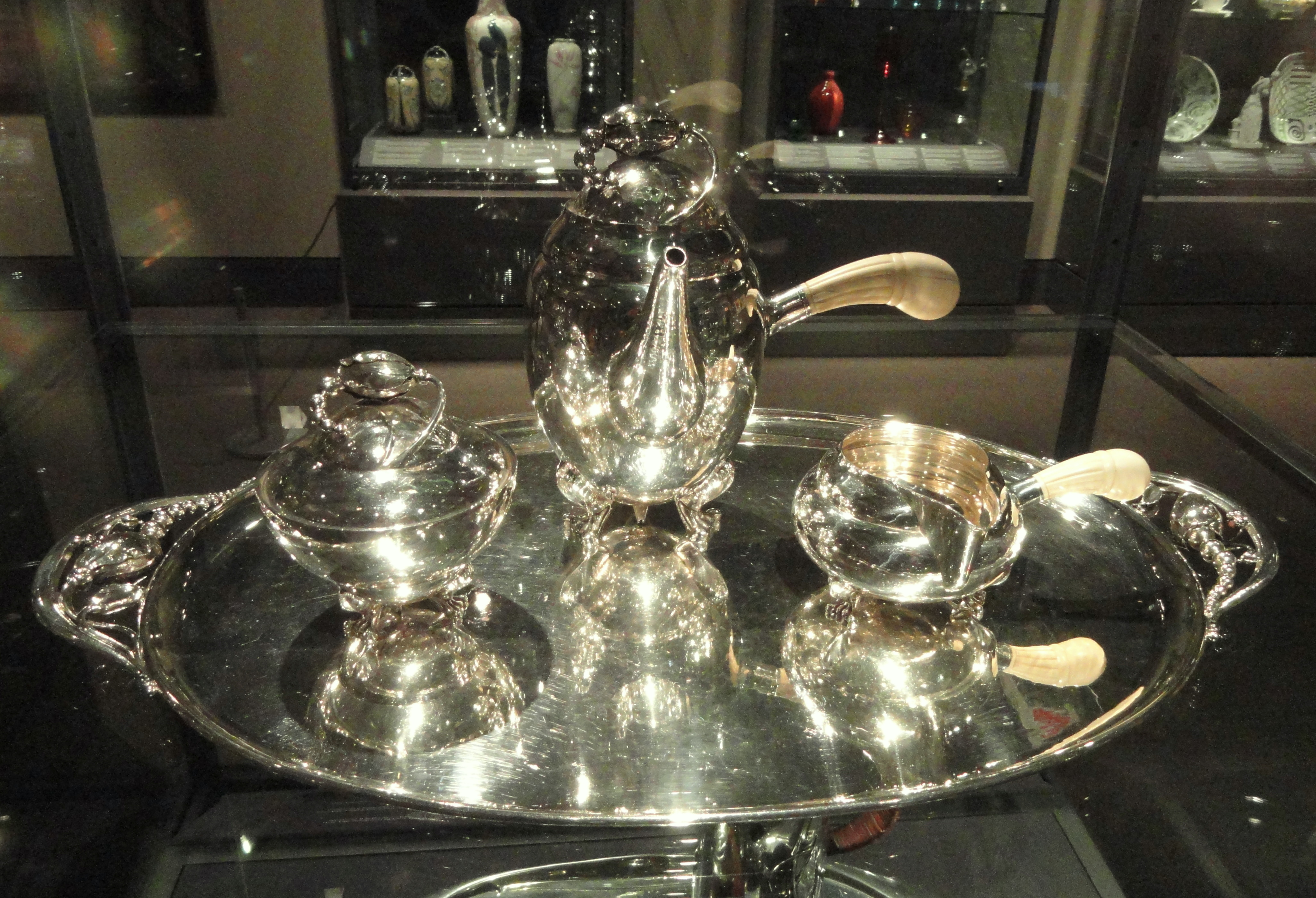
Ґеорґ Єнсен. Кавовий сервіз (1905—1908)
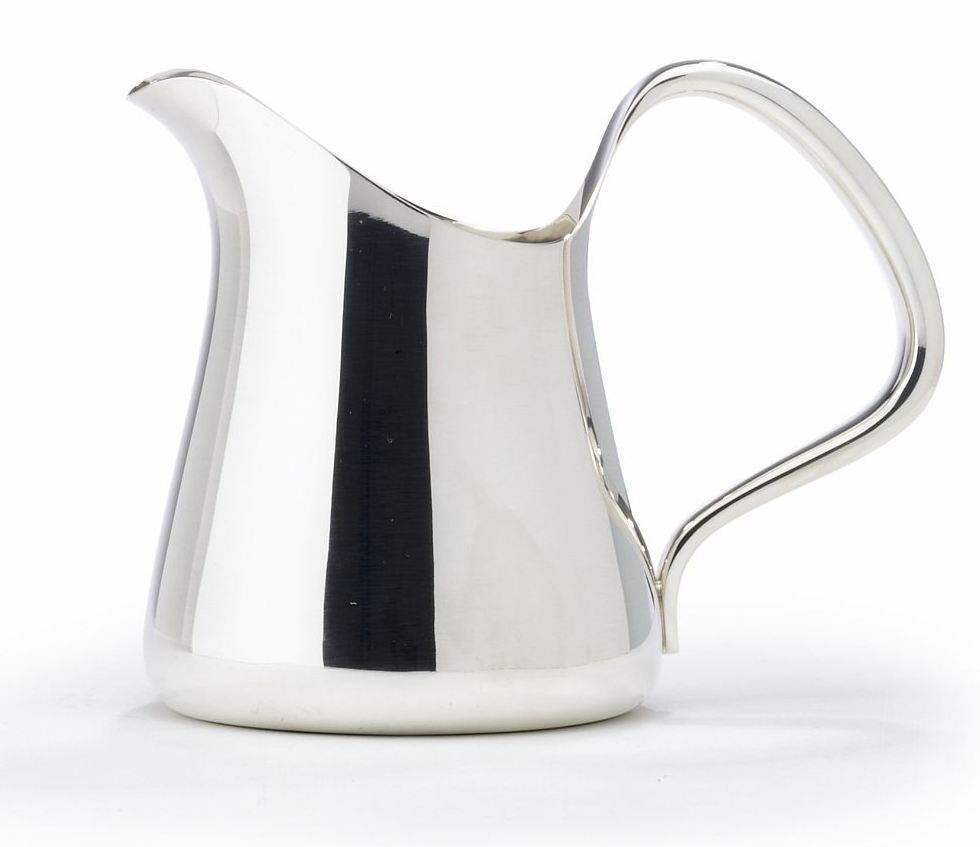
Ґеорґ Єнсен і Хеннінг Коппель. Молочник
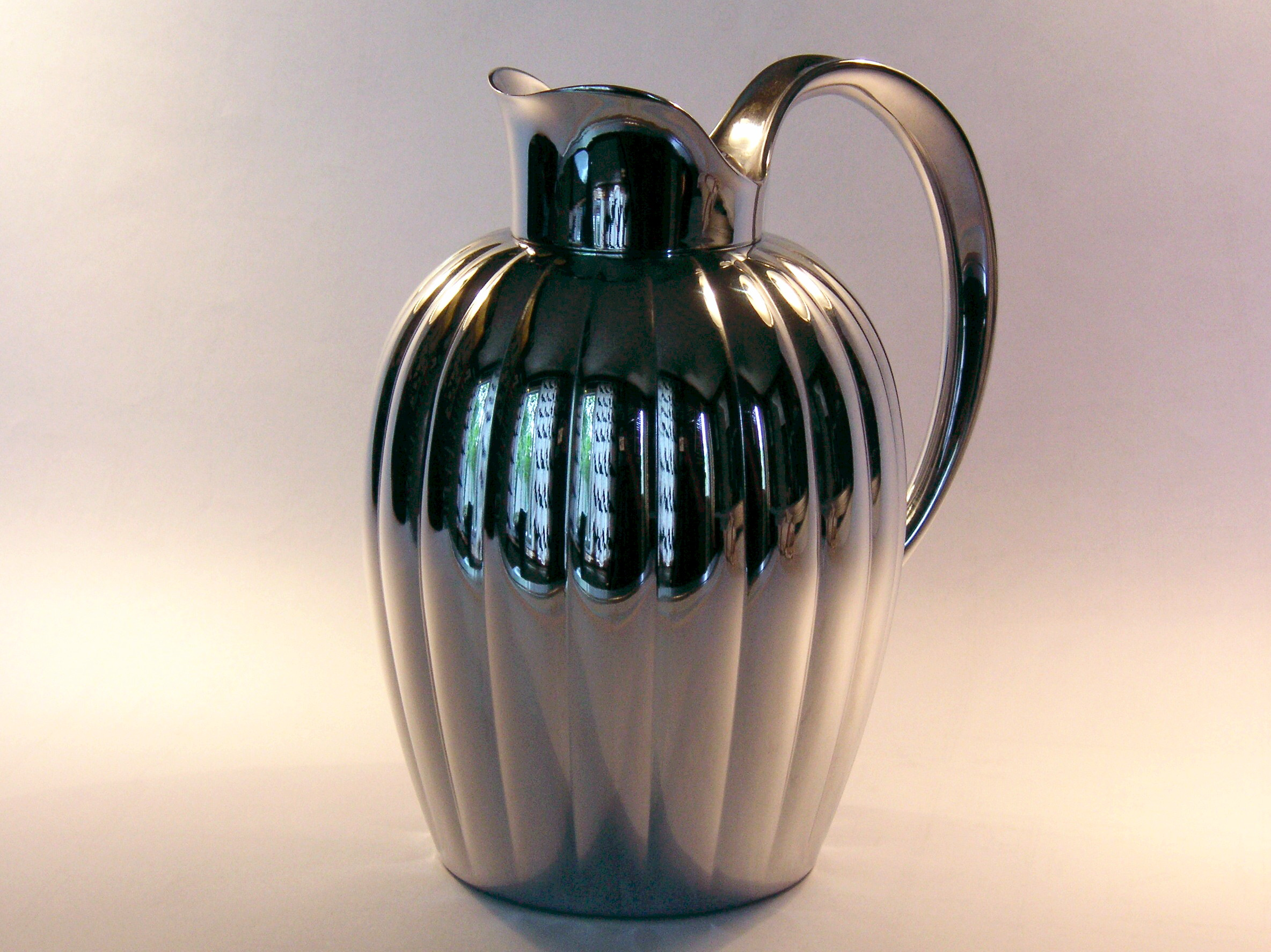
Ґ. Єнсен і Сігвард Бернадотт. Кавник
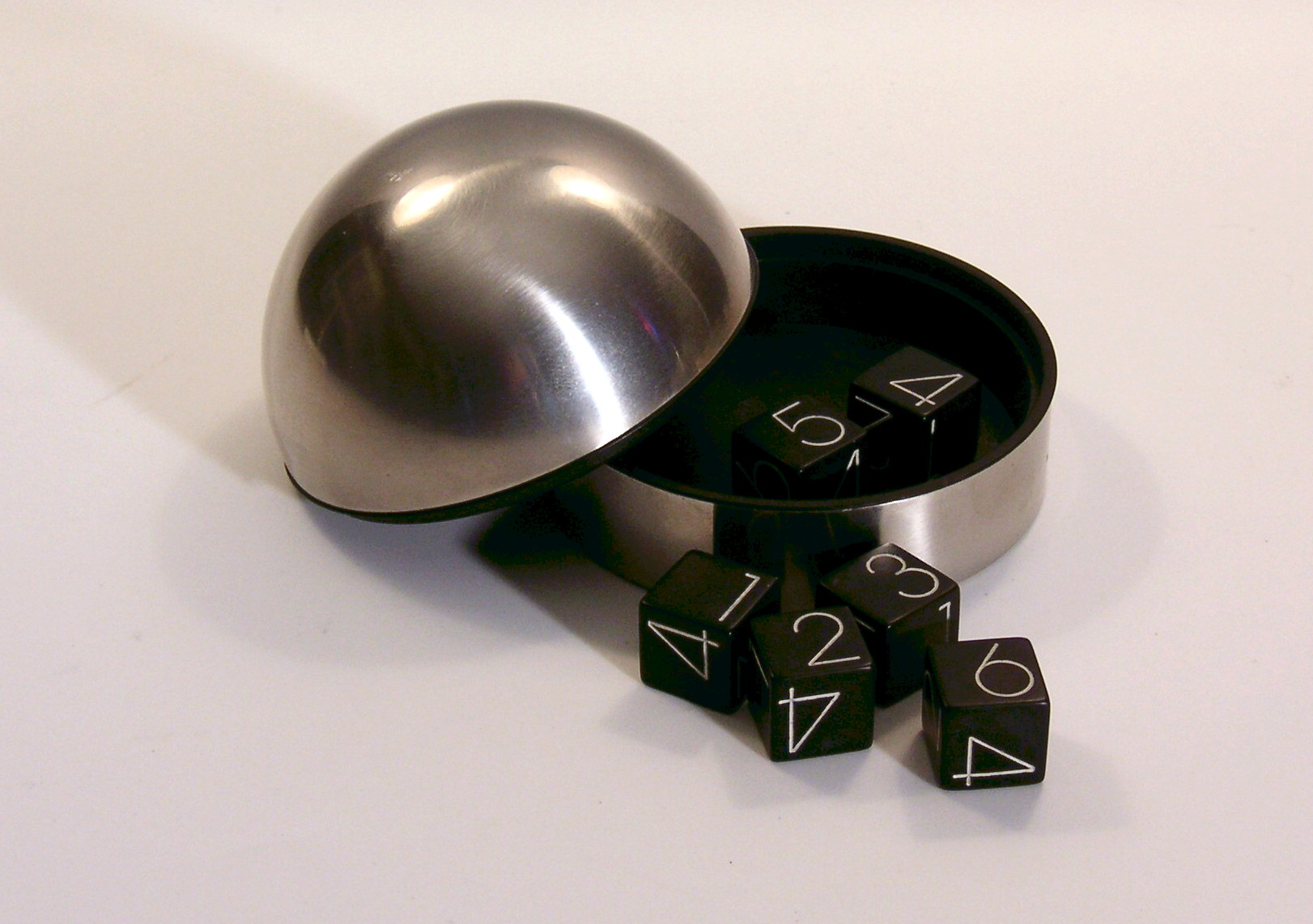
Посудина роботи Ґ. Єнсена і Дана Крістенсена
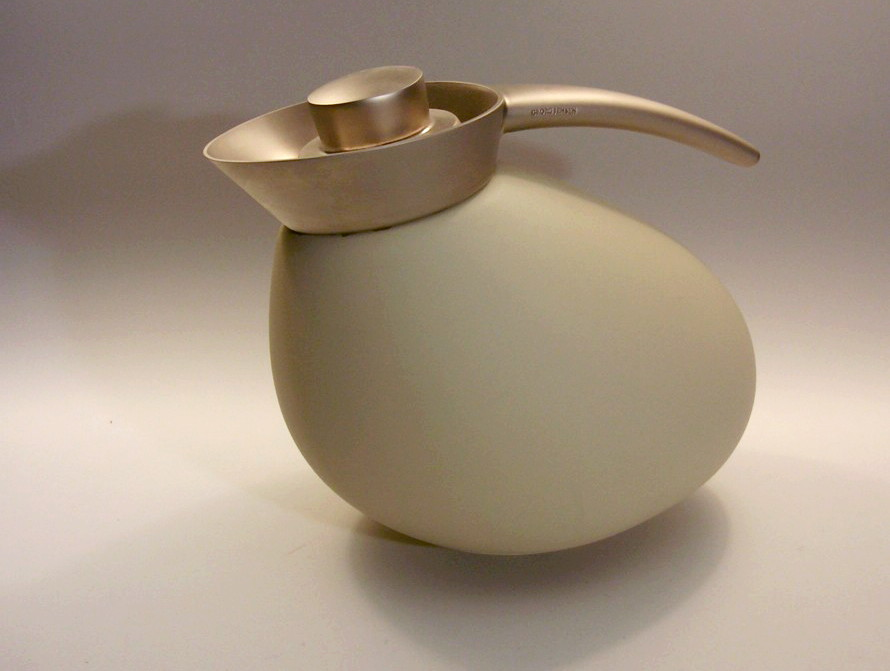
Ґеорґ Єнсен - Маря Бернтсенс. Кавник
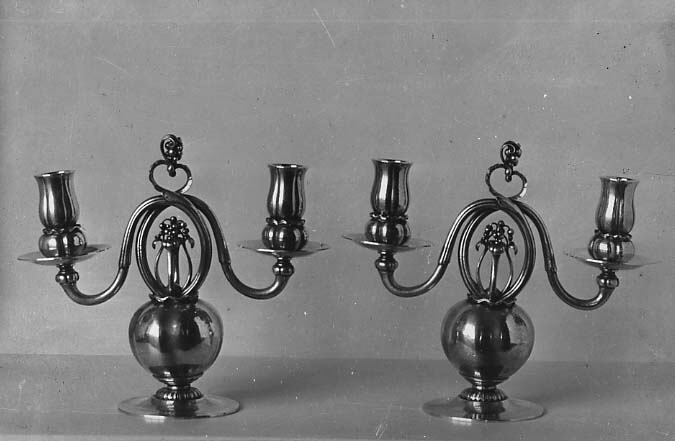
Ґ. Єнсен. Канделябри (1919)

## У популярній культурі
- У космічному обіді у фільмі 2001: A Space Odyssey були використані столові прилади фірми Єнсена.